# Simón Bolívar (Paraguai)
Simón Bolívar é um distrito do Paraguai, Departamento Caaguazú. Possui uma população de 4.972 habitantes. Sua economia é baseada na agricultura e setor Florestal.

## Transporte
O município de Simón Bolívar é servido pela seguinte rodovia:
- Ruta 08, que liga San Estanislao (Departamento de San Pedro) a Coronel Bogado (Departamento de Itapúa).
- Caminho em pavimento ligando a cidade ao município de Yhú[1][2][3]